# Музей Фёльдалатти
Музей подземной железной дороги (Музей Фёльдалатти, венг. Földalatti Vasúti Múzeum), расположенный в центре Будапешта — филиал Будапештского транспортно-технического музея (венг.  Közlekedési Múzeum). Территориально располагается рядом с площадью Ференца Деака (венг. Deák Ferenc tér).

## История создания
Начало создания музея связано с реконструкцией трассы первой линии Будапештского метрополитена в 1950—1970-х годах. При строительстве первого в Будапештском метрополитене пересадочного узла на станции «Деак Ференц тер» трасса первой линии была изменена. В 1955 году станция «Деак Ференц тер» была перенесена на новую трассу первой линии. Тогда же зал старой станции был законсервирован, подходные пути, тоннели и вторая платформа старой станции были ликвидированы.
В 1970 году открылся первый участок второй линии метро, на котором станция «Деак Ференц тер» стала пересадочной. У обеих станций появился совмещённый вестибюль и сеть переходных галерей, расположенные недалеко от законсервированного, но сохранившегося зала старой станции первой линии. В 1973—1975 годах при поддержке Совета муниципалитета Будапешта и Будапештской транспортной компании в старом зале была оборудована экспозиция, оборудован переход в музей из пересадочного узла, и в 1975 году музей принял первых посетителей.

## Экспозиция
В музее оборудована постоянная экспозиция, посвящённая истории строительства и эксплуатации первой линии Будапештского метрополитена (Фёльдалатти). Музей обособлен от движения поездов.
На сохранившемся участке путей, помещённом в зале музея, размещены три вагона, использовавшиеся в системе Фёльдалатти в 1896—1970 годах.
Помимо исторического подвижного состава, в музее представлены оригинальные технические документы (чертежи, карты, сруб и т. д.), фотографии и модели из истории Фёльдалатти, которые представлены в хронологическом порядке, начиная с момента открытия первой линии метро и до наших дней.
Музей работает ежедневно, с 10 до 17 часов по венгерскому времени.

## Фотогалерея

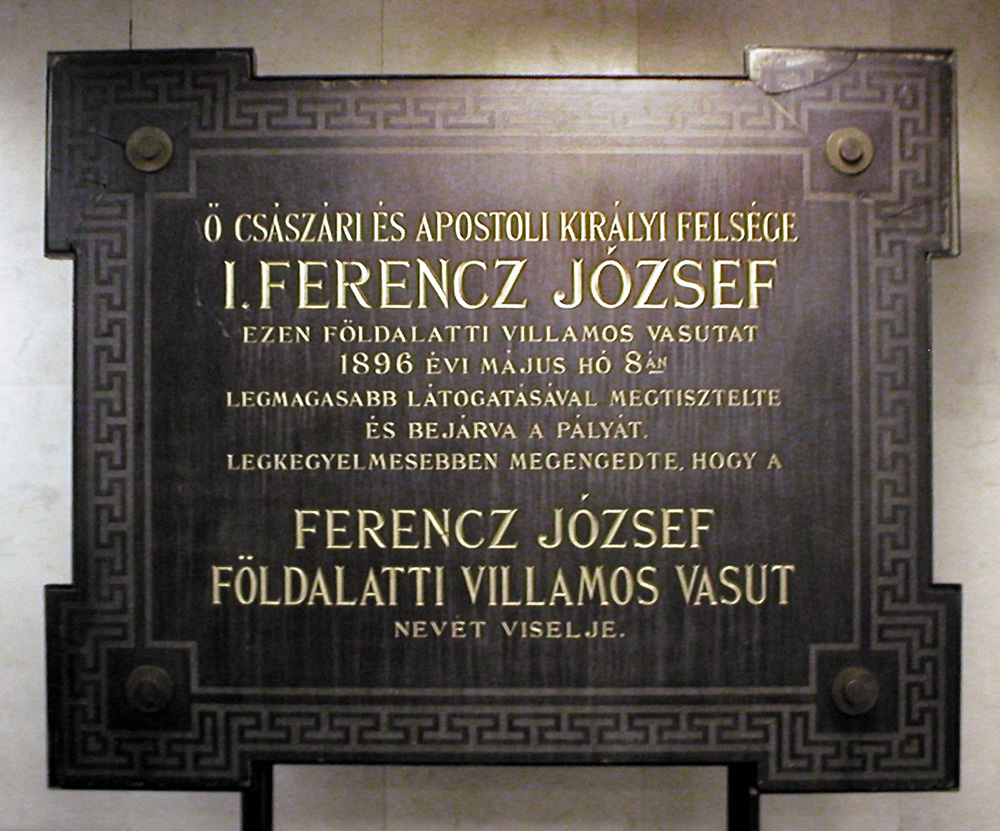
Мемориальная доска, посвящённая началу движения поездов по линии Фёльдалатти
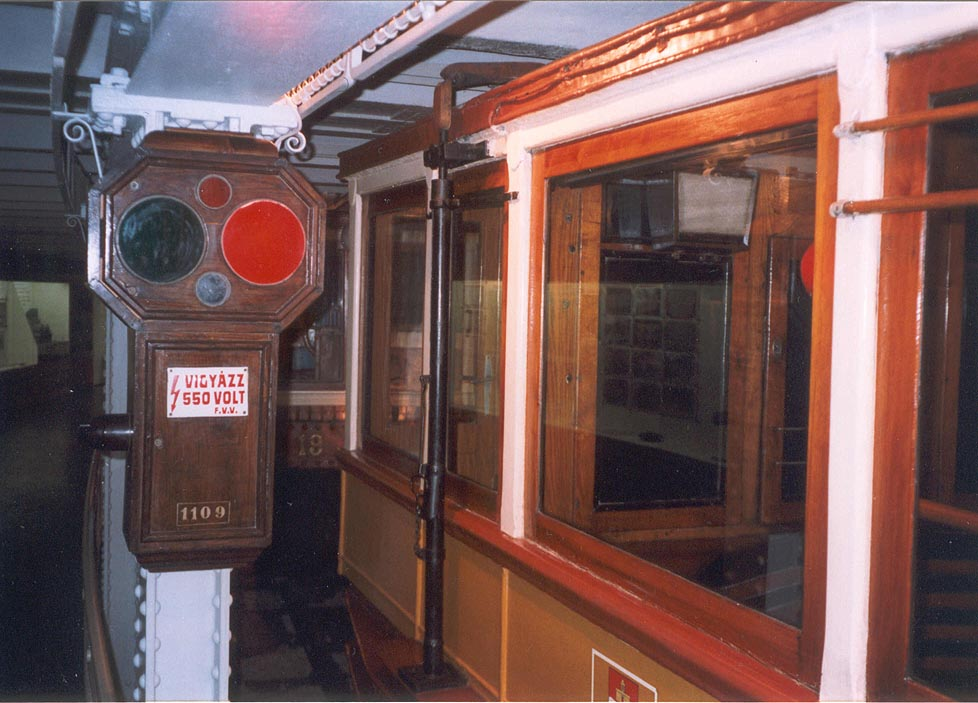
Старый светофор, использовавшийся на линии Фёльдалатти